# Basilika St-Ferjeux

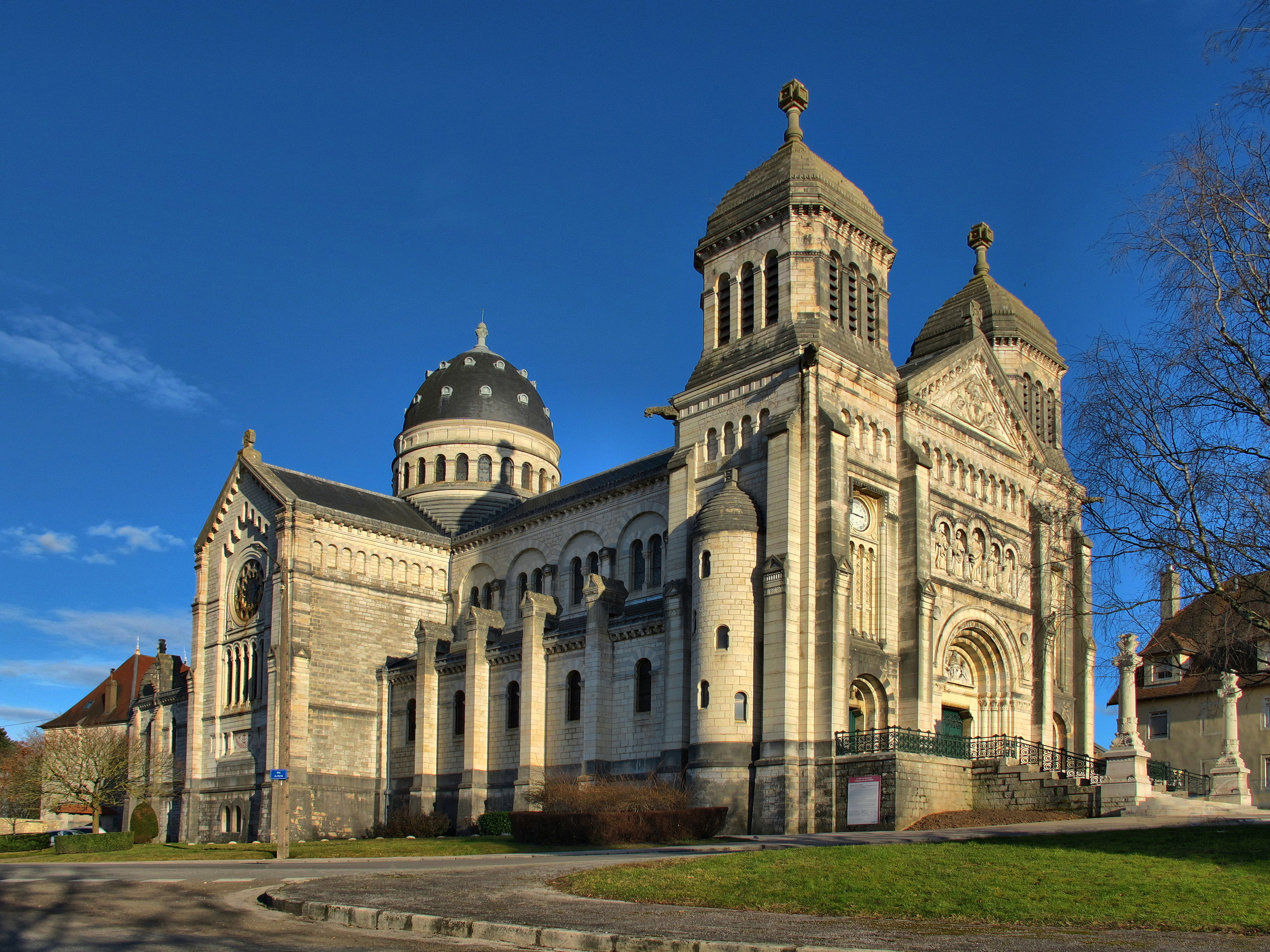
Basilika Saint-Ferjeux

Die Basilika St-Ferjeux ist eine römisch-katholische Kirche im Stadtteil Saint-Ferjeux-Rosemont der französischen Stadt Besançon in der Region Bourgogne-Franche-Comté. Die Kirche des Erzbistums Besançon ist den frühchristlichen Märtyrern Ferreolus und Ferrutius gewidmet und hat den Rang einer Basilica minor. Die Basilika wurde Ende des 19. Jahrhunderts im Eklektizismus aus neoromanischem und neobyzantinischem Stil erbaut.

## Geschichte

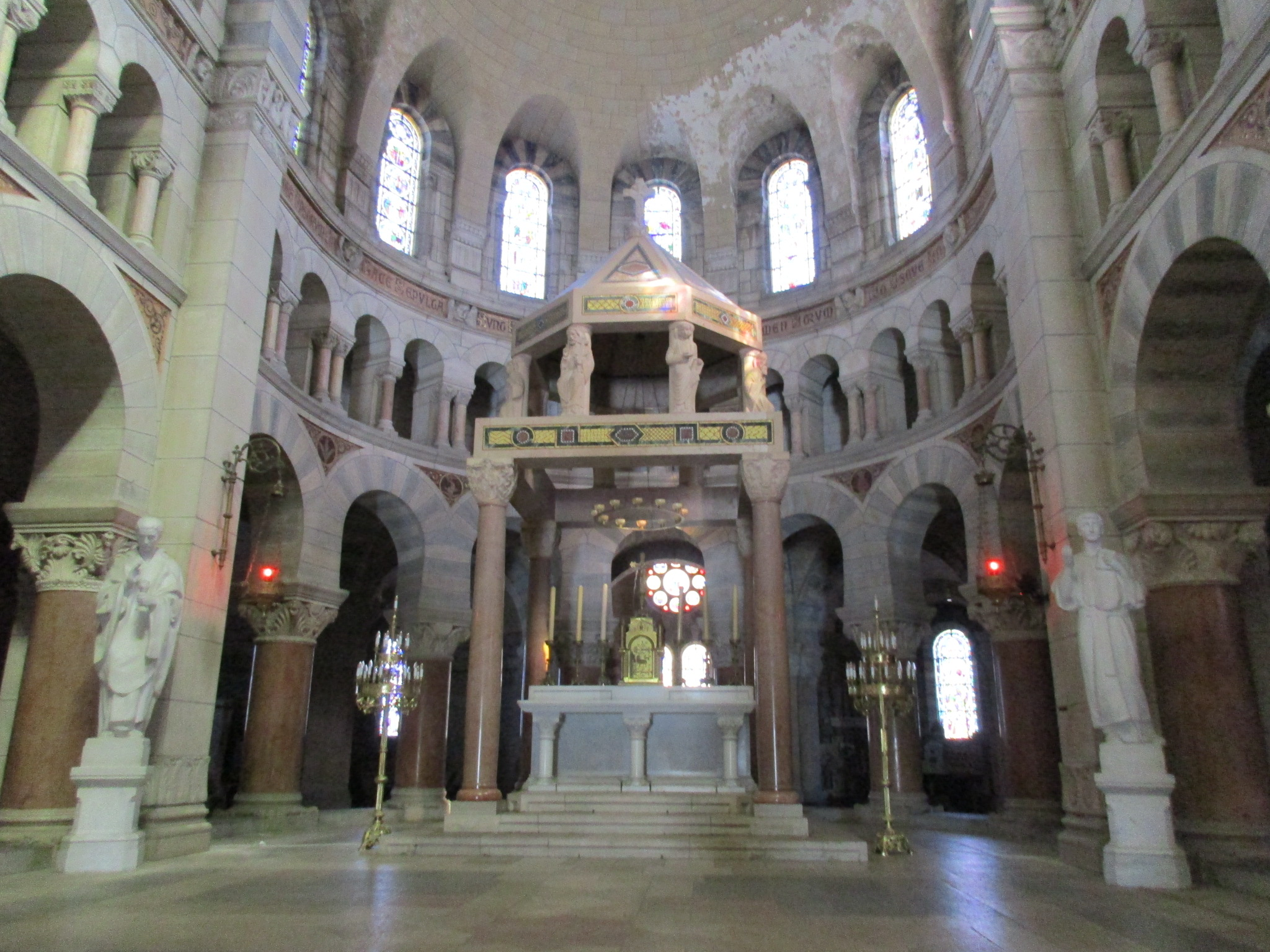
Chorraum

Die Kirche steht oberhalb einer Höhle, die den Brüdern Ferreol und Ferjeux bei ihrer Evangelisierung als Rückzugsort diente und der sie nach ihrem Martyrium beigesetzt wurden. Die Gebeine sollen im Jahr 370 hier aufgefunden worden sein und werden seitdem als Reliquien verehrt, sie lagen ab dem 11. Jahrhundert in der Kathedrale von Besançon. Eine erste Kirche Saint-Ferjeux wurde als Dependance der Benediktinerabtei Saint-Vincent 1636 zerstört und wurde etwa 1670 wieder aufgebaut. Die Wiederbelebung des Heiligtums durch Kardinal Césaire Mathieu wurde nach dem Krieg von 1870 wieder aufgenommen, von dessen direkten Folgen die Stadt bewahrt blieb, wobei die Stadt unter den Schutz der beiden Heiligen gestellt wurde. Die neue Kirche wurde von 1884 bis 1901 nach Plänen des lokalen Architekten Alfred Ducat errichtet. Die 1912 durch Papst Pius X. zur Basilica minor erhobene Kirche wurde am 21. Juni 1925 schließlich geweiht, 54 Jahre nach dem Wunsch von Kardinal Mathieu. Sie wurde 2006 als Monument historique klassifiziert.

## Architektur

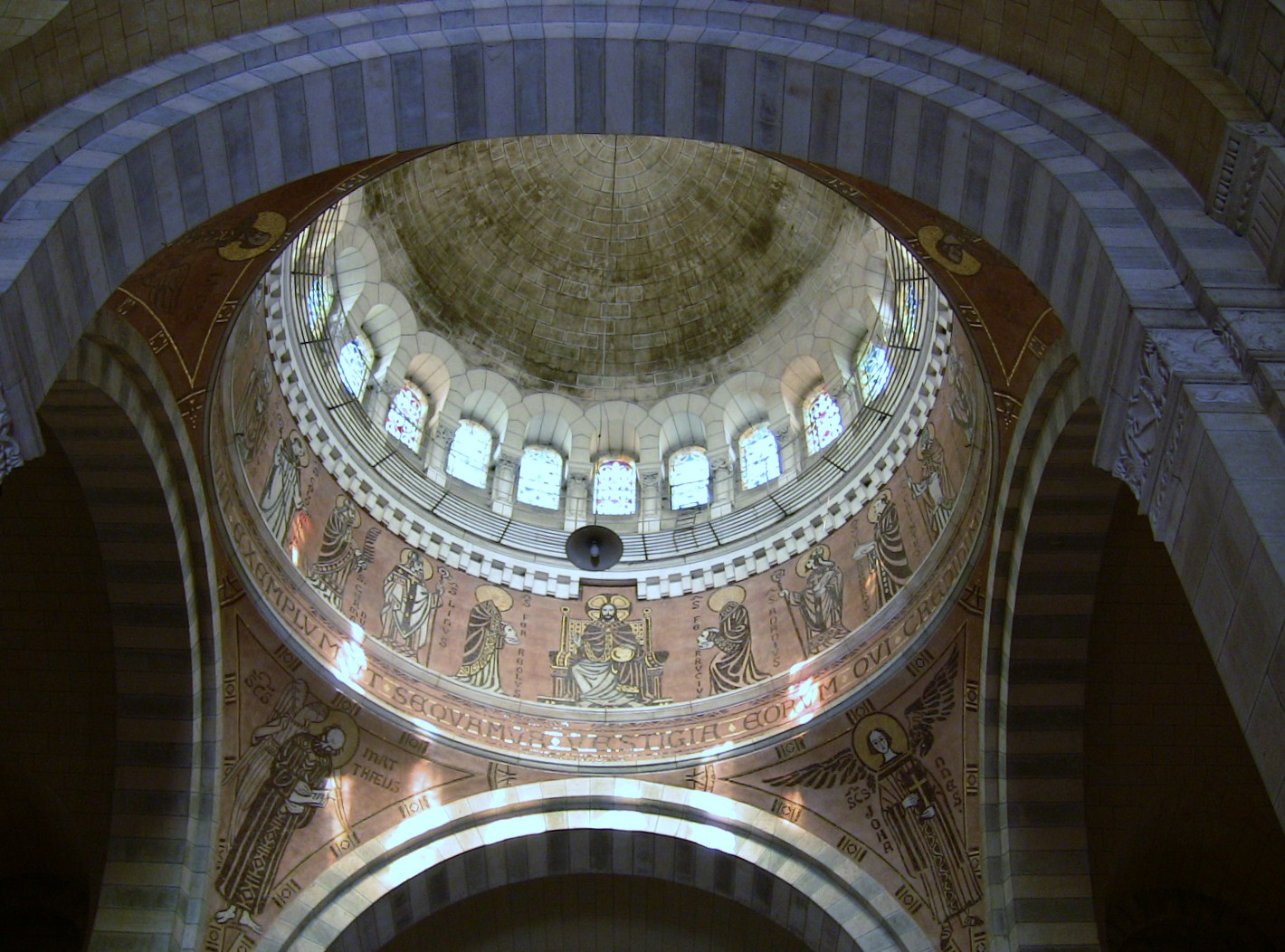
Innenansicht der Kuppel

Die dreischiffige Basilika im neoromanisch-neobyzantinischen Stil mit ihrer imposanten Doppelturmfassade besitzt den Grundriss eines lateinischen Kreuzes, auf dem sich am Schnittpunkt der Tonnengewölbe eine Vierungskuppel erhebt. Der Chor ist von einem Chorumgang mit fünf Kapellen um die halbrunde Apsis umgeben. Die mit Mosaiken von Ulysse Camille Drupt (1876–1968) verzierte Kuppel ruht auf einem durchfensterten Tambour und beleuchtet die Vierung des Querschiffs. Unter dem Chor, dem Querschiff und einem Teil des Langhauses befindet sich eine Krypta, die über zwei seitlich angeordnete Treppen erreichbar ist. Hier ruhen die Reliquien von St. Ferreolus.

## Ausstattung
Die Kirche besitzt einen kompletten Satz Buntglasfenster aus der Gaudin-Werkstatt, Skulpturen stammen von Just Becquet. Über den großen Arkaden des Kirchenschiffs befinden sich Wandmalereien, die von Künstlern aus Bisontin angefertigt wurden.
Orgel
Das Orgelgehäuse auf der Empore am hinteren Ende des Kirchenschiffs geht auf ein Instrument mit acht Registern zurück, das von dem Orgelbauer Jean-Baptiste Ghys aus Dijon gebaut wurde; es wurde erst von diesem und dann von Jules Bossier aus Dijon erweitert. 1949 wurde das Instrument von Orgelbau Roethinger überarbeitet, ohne die Disposition von nunmehr 33 Registern auf drei Manualen und Pedal zu verändern; 1988 wurde die Orgel dann von Jean-Marc Cicchero aus Gentilly restauriert.